# Mistrzostwa Ameryki Północnej, Środkowej i Karaibów w Piłce Siatkowej Mężczyzn 1981
VII Mistrzostwa Ameryki Północnej w piłce siatkowej mężczyzn odbyły w 1981 roku po raz drugi w historii w Meksyku. W mistrzostwach wystartowało 10 reprezentacji, co stanowi największą liczbę reprezentacji w rozgrywanych do tej pory mistrzostwach. Złoty medal po raz szósty w historii i czwarty raz z rzędu zdobyła reprezentacja Kuby.

## Klasyfikacja końcowa
| Miejsce | Reprezentacja       |
| ------- | ------------------- |
|         | Kuba                |
|         | Stany Zjednoczone   |
|         | Kanada              |
| 4.      | Meksyk              |
| 5.      | Portoryko           |
| 6.      | Dominikana          |
| 7.      | Antyle Holenderskie |
| 8.      | Gwatemala           |
| 9.      | Panama Haiti        |